# Comité interministériel de prévention de la délinquance et de la radicalisation
Le Secrétariat général du Comité interministériel de prévention de la délinquance et de la radicalisation (CIPDR) est un organisme interministériel français qui anime des politiques publiques transversales de prévention et de lutte face à des phénomènes de rupture avec l’ordre social.  
Le SG-CIPDR travaille à la prévention de la délinquance, la prévention de la radicalisation, la lutte contre le séparatisme et les actions préventive et répressive à l’encontre des dérives sectaires.
Le gouvernement projette de remplacer le SG-CIPDR par une Délégation interministérielle de prévention de la délinquance et de la radicalisation,.

## Historique
En janvier 2006, un Comité interministériel de prévention de la délinquance a été institué par décret du Premier ministre.
En janvier 2015, le gouvernement français lance un site internet « Stop Djihadisme » pour prévenir la radicalisation. Le discours de l’État vise à distinguer une pratique de radicalisation menant à la violence d’une pratique rigoriste de la religion. Un document rédigé par le secrétariat général du CIPDR est diffusé à l’occasion des sessions de formation à destination des professionnels de la police ou de la gendarmerie mais également des travailleurs sociaux ou des élus locaux.

### Lutte contre la radicalisation et le séparatisme
En mai 2016, la lutte contre la radicalisation est ajoutée aux missions de cet organisme, qui devient alors le Comité interministériel de prévention de la délinquance et de la radicalisation.
À la suite de la décision prise le 15 novembre 2019 par le Comité interministériel de la transformation publique, la Mission interministérielle de vigilance et de lutte contre les dérives sectaires (Miviludes) a été rattachée au ministère de l'Intérieur sous la présidence du secrétaire général du CIPDR le 15 juillet 2020,.
De plus, depuis début 2020, le secrétariat général du CIPDR  travaille à l’animation, à la coordination et au soutien financier de la réponse publique de la lutte contre le séparatisme, notamment au travers de l'unité de contre-discours républicain (UCDR). Le travail, la méthode et l'efficacité de cette unité sont contestés.
En août 2022, une note du CIPDR « évoque une offensive menée sur le Web visant à déstabiliser l'institution scolaire ».

### Fonds Marianne
En mars 2023, l'hebdomadaire Marianne et la cellule investigations de France 2 pointent du doigt l’utilisation des fonds alloués à plusieurs associations dont l’Union des sociétés d’éducation physique et de préparation au service militaire (USEPPM) ayant reçu 355 000 euros de dotation. L'enquête des journalistes révèle que les comptes de l'association montrent un travail rémunéré de deux personnes chargées de produire le contenu, mais surtout, y apparaissent des versements en tant que salaires à deux dirigeants de l'association, Cyril Karunagaran et Mohammed Sifaoui, pour plus de 120 000 euros, en infraction avec les statuts de l'association. À la suite de ces révélations, le secrétariat d'État à la citoyenneté, dirigé par Sonia Backès et rattaché au ministère de l'Intérieur, annonce diligenter une enquête,.
En mai 2023, le Parquet national financier décide d'ouvrir une information judiciaire dans cette affaire du Fonds Marianne pour « détournement de fonds publics par négligence », « abus de confiance », et « prise illégale d'intérêts ». Au même moment, la Commission des Finances du Sénat demande à l'unanimité une commission d'enquête sur l'utilisation de ce fonds, validée le 9 mai 2023 par la Conférence des présidents du Sénat.
Le 31 mai 2023, l'Inspection générale de l'administration (IGA) a remis un premier rapport d'inspection relatif à la subvention versée en 2021 à l'USEPPM. Il conclut qu'il y a eu des « défaillances » et un « traitement privilégié » en faveur de cette association de la part du secrétariat du CIPDR. En conséquence, le préfet Christian Gravel a remis sa démission, qui a été acceptée par le ministère de l'Intérieur. Le rapport de la commission d'enquête sénatoriale souligne la responsabilité du comité interministériel de prévention de la délinquance et de la radicalisation, et propose d’interdire toute interférence du cabinet du ministre dans les décisions de subvention du CIPDR. Le second rapport de l'IGA pointe, quant à lui, des décisions discrétionnaires et les carences du contrôle opéré par le CIPDR,.

### Rapport de la Cour des comptes
En mars 2024, la Cour des comptes pointe d'importants dysfonctionnements dans la gestion des crédits confiés au CIPDR. La Cour reproche également  au comité son manque d’activité,,.

## Composition

### Ministres
Conformément au décret du 6 mai 2016, le comité interministériel comprend les ministres suivants :
- ministre de l'intérieur,
- garde des sceaux, ministre de la Justice,
- ministre des Affaires étrangères,
- ministre de l'éducation nationale,
- ministre chargé de l'Enseignement supérieur,
- ministre chargé de la Recherche,
- ministre de la Défense,
- ministre chargé de la Santé,
- ministre chargé de la Famille,
- ministre chargé des Droits des femmes,
- ministre chargé de la Cohésion sociale,
- ministre chargé du Travail,
- ministre chargé du Logement,
- ministre chargé des Transports,
- ministre chargé de la Ville,
- ministre chargé de la Jeunesse,
- ministre chargé des Sports,
- ministre chargé de l'Outre-mer.

### Secrétaires généraux
| Identité               | Période          | Période         |
| Identité               | Début            | Fin             |
| ---------------------- | ---------------- | --------------- |
| Bernard Hagelsteen     | 10 février 2006  | 21 juin 2007    |
| Hervé Masurel (d)      | 2 août 2007      | 30 octobre 2008 |
| Philippe de Lagune (d) | 11 décembre 2008 | 12 janvier 2011 |
| Didier Chabrol (d)     | 12 janvier 2011  | 1er août 2012   |
| Raphaël Le Méhauté (d) | 1er août 2012    | 12 août 2013    |
| Pierre N'Gahane        | 23 décembre 2013 | 22 août 2016    |
| Muriel Domenach (d)    | 22 août 2016     | 19 juin 2019    |
| Frédéric Rose,         | 21 octobre 2019  | 3 août 2020     |
| Christian Gravel (d),  | 8 octobre 2020   | 6 juin 2023     |
| Christophe Pizzi (d)   | 29 juin 2023     | 25 août 2023    |
| Étienne Apaire (d)     | 25 août 2023     |                 |